# Чокот (Ниш)
Чокот је насељено место у градској општини Палилула на подручју града Ниша у Нишавском округу. Оно је мешовито насеље на алувијалној тераси Јужне Мораве, на око 7 км западно од центра града. Према попису из 2022. било је 1367 становника (према попису из 1991. било је 1429 становника).

## Историја
У турским изворима Чокот се помиње у попису 1498. године чиме се посредно потврђује да је село постојало још у средњем веку. У потоњим вековима турске владавине, као и друга села нишког краја, и Чокот је страдао, становништво се расељавало или склањало у збегове тако да је село покаткад опстајало и одржавало се на танкој нити. Пред ослобођење 1878. године селом су, када је имало 32 куће, господарили Хаџи Алија и Хаџи Крењић из Ниша.
У периоду Србије и међуратне Југославије село постепено прелази с натуралног на тржишно (ратарско и повртарско) привређивање. Захваљујући доброј земљи и близини Ниша село се брзо обнавља и увећава природним прираштајем и досељавањем придошлица. После 1945. године одвијају се паралелно два процеса: исељавање радничког и школованог становништва и усељавање пољопривредно-радничког становништва из других крајева, па и са Косова (1971. године је било 114 пољопривредних, 111 мешовитих и 80 непољопривредних домаћинстава). Следећи горњи процес и као њена последица, дошло је поткрај осме деценије 20. века до физичког спајања Доњег Међурова, Чокота и Новог Села. Крајем осме деценије настала је конурбација ових трију насеобина у којој је 1981. живело 1.507 домаћинстава и 5.805 становника.

## Саобраћај
До Чокота се може доћи приградском линијом 25 ПАС Ниш - Ледена Стена - Доње Међурово - Чокот - Насеље 9. мај.

## Демографија
Годинде 1878. Чокот је село с 32 домаћинства и 286 становника, а 1930. године има 105 домаћинстава и 848 становника.
У насељу Чокот живи 1128 пунолетних становника, а просечна старост становништва износи 45,7 година (43,4 код мушкараца и 46,7 код жена). У насељу има 421 домаћинство, а просечан број чланова по домаћинству је 3,03.
Становништво у овом насељу веома је нехомогено.
|  |

| Демографија | Демографија | Демографија |
| Година      | Становника  | Становника  |
| ----------- | ----------- | ----------- |
| 1948.       | 1.130       |             |
| 1953.       | 1.208       |             |
| 1961.       | 1.265       |             |
| 1971.       | 1.363       |             |
| 1981.       | 1.374       |             |
| 1991.       | 1.429       | 1.424       |
| 2002.       | 1.401       | 1.421       |
| 2011.       | 1.412       |             |
| 2022.       | 1.367       |             |

| Етнички састав према попису из 2002.‍ | Етнички састав према попису из 2002.‍ | Етнички састав према попису из 2002.‍ | Етнички састав према попису из 2002.‍ | Етнички састав према попису из 2002.‍ |
| ------------------------------------ | ------------------------------------ | ------------------------------------ | ------------------------------------ | ------------------------------------ |
|                                      |                                      |                                      |                                      |                                      |
| Срби                                 | Срби                                 |                                      | 900                                  | 64,23%                               |
| Роми                                 | Роми                                 |                                      | 33                                   | 2,35%                                |
| Бугари                               | Бугари                               |                                      | 1                                    | 0,07%                                |
| непознато                            | непознато                            |                                      | 467                                  | 33,33%                               |

| Година пописа     | 1948. | 1953. | 1961. | 1971. | 1981. | 1991. | 2002. |
| ----------------- | ----- | ----- | ----- | ----- | ----- | ----- | ----- |
| Број домаћинстава | 170   | 185   | 229   | 305   | 317   | 324   | 386   |

| Број чланова      | 1  | 2  | 3  | 4   | 5  | 6  | 7 | 8 | 9 | 10 и више | Просек |
| ----------------- | -- | -- | -- | --- | -- | -- | - | - | - | --------- | ------ |
| Број домаћинстава | 29 | 76 | 78 | 106 | 49 | 34 | 8 | 1 | 2 | 3         | 3,63   |

| Пол    | Укупно | Неожењен/Неудата | Ожењен/Удата | Удовац/Удовица | Разведен/Разведена | Непознато |
| ------ | ------ | ---------------- | ------------ | -------------- | ------------------ | --------- |
| Мушки  | 596    | 149              | 401          | 34             | 10                 | 2         |
| Женски | 580    | 96               | 416          | 62             | 6                  | 0         |
| УКУПНО | 1.176  | 245              | 817          | 96             | 16                 | 2         |

| Пол    | Укупно                    | Пољопривреда, лов и шумарство | Рибарство                            | Вађење руде и камена | Прерађивачка индустрија       |
| ------ | ------------------------- | ----------------------------- | ------------------------------------ | -------------------- | ----------------------------- |
| Мушки  | 333                       | 81                            | 0                                    | 0                    | 81                            |
| Женски | 159                       | 58                            | 0                                    | 0                    | 36                            |
| УКУПНО | 492                       | 139                           | 0                                    | 0                    | 117                           |
| Пол    | Производња и снабдевање   | Грађевинарство                | Трговина                             | Хотели и ресторани   | Саобраћај, складиштење и везе |
| Мушки  | 6                         | 34                            | 37                                   | 3                    | 23                            |
| Женски | 1                         | 0                             | 17                                   | 4                    | 5                             |
| УКУПНО | 7                         | 34                            | 54                                   | 7                    | 28                            |
| Пол    | Финансијско посредовање   | Некретнине                    | Државна управа и одбрана             | Образовање           | Здравствени и социјални рад   |
| Мушки  | 0                         | 2                             | 16                                   | 4                    | 4                             |
| Женски | 1                         | 4                             | 2                                    | 6                    | 11                            |
| УКУПНО | 1                         | 6                             | 18                                   | 10                   | 15                            |
| Пол    | Остале услужне активности | Приватна домаћинства          | Екстериторијалне организације и тела | Непознато            | Непознато                     |
| Мушки  | 3                         | 0                             | 0                                    | 39                   | 39                            |
| Женски | 3                         | 0                             | 0                                    | 11                   | 11                            |
| УКУПНО | 6                         | 0                             | 0                                    | 50                   | 50                            |